# Guerres celtiberes
Les guerres celtiberes o celtibèriques foren un conjunt d'enfrontaments bèl·lics produïts al llarg dels segles segle iii aC i II aC, entre la República Romana i els diferents pobles celtibers, que habitaven a la zona mitjana de l'Ebre i la Meseta superior. Aquests enfrontaments van tenir una extensió temporal, molt desigual en la durada, amb diverses treves, pactes, setges i batalles.

## Antecedents
A l'arribada dels romans, els celtibers que estaven governats per «prínceps, no per reis», tendien a formar una gran confederació i a exercir la seva influència en àrees molt allunyades del seu territori. Les relacions entre Celtibèria i l'Oretània, a la vall alta del Betis, eren intenses, «en Castulo en un cementiri del segle iv aC, les armes i fermalls típics de la Celtibèria són abundants». La tendència a la unificació de Celtibèria no sembla que fos obra de cap cap polític o militar, sinó un procés intern, on el paper més important va ser la possessió de les mines.
Les fonts clàssiques, referint-se a la Celtibèria, fan menció d'un país pobre, amb clima rigorós, amb un hàbitat disseminat, usualment de tipus poblat, d'extensió molt reduïda. La principal activitat econòmica que desenvolupaven els celtibers era la ramaderia influïts per la pobresa del terra, desconeixement de les tècniques agrícoles avançades i concentració de la riquesa en una jerarquia guerrera, cosa que va originar una forta desigualtat social que es traduiria en l'organització de bandes de mercenaris i bandolers que buscaven en l'ús de les armes una possible sortida a aquesta tradicional penúria.
Les estimacions parlen que la població de la Celtibèria preromana probablement seria entre 225.000 i 585.000 persones, basats en una densitat demogràfica estimada de cinc a tretze habitants per quilòmetre quadrat, en un territori d'uns 45.000 km². Partint d'això els estudiosos moderns estimen que a la regió havien entre 18.000 i 50.000 iuventus amb capacitat de portar armes, xifres confirmades per la mida que arribaven a tenir els majors exèrcits celtibers, entre 15.000 i 35.000 combatents.

Les cites sobre els celtibers, dels autors clàssics, solen fer referències concretes a la bel·licositat d'aquests pobles, coneguts pels romans com mercenaris dels cartaginesos, des de la Segona Guerra Púnica. 
| « | Los celtibers segons Diodor Sícul: Aquest poble subministra per a la guerra no només una excel·lent cavalleria, sinó també una infanteria que destaca pel seu valor i capacitat de sofriment. Vesteixen aspres capes negres, la llana recorda al feltre. Quant a les armes, alguns celtibers porten escuts lleugers semblants als dels celtes i altres grans escuts rodons de la grandària de l'aspis grec. Sobre les seves cames i barbs trenen bandes de pèl i cobreixen els seus caps amb cascos de bronze guarnits de cimeres vermelles. Porten espases de dos talls forjades amb excel·lent acer i també porten, per al combat cos a cos, punyals d'una quarta de llarg. Utilitzen una tècnica especial en la fabricació de les seves armes. Enterren peces de ferro i les deixen oxidar durant algun temps aprofitant només el nucli, amb la qual cosa obtenen magnífiques espases i altres armes. Una arma fabricada d'aquesta manera curta qualsevol cosa que trobi en el seu camí, per la qual cosa no hi ha escut, casc o cos que resisteixi el seu cop ... | » |
| — | |   |

Quan els romans desembarquen a Empúries en el 218 aC, la seva pretensió era tallar la font de subministraments, tant materials com humans, que des de la península Ibèrica proveïa l'exèrcit d'Aníbal. Tanmateix, després de l'expulsió dels cartaginesos, van decidir quedar-se a Ibèria, ocupant el Llevant i Andalusia, les zones més riques i desenvolupades d'Ibèria.
Ja des de la rebel·lió dels pobles ibers, en el 195 aC, els celtibers havien estat mercenaris dels turdetans, vençuts pel cònsol Cató, que va tornar en les seves bases en Tàrraco travessant, per primera vegada, la Celtibèria i organitzant l'explotació sistemàtica de les províncies d'Hispània.

## Primera guerra celtibera o dels lusons
Els romans van seguir a partir de llavors el model d'explotació marcat per Cató, desenvolupant-se rebel·lions de les tribus del centre de la península Ibèrica.
La primera guerra celtibera (181- 179 aC) és una guerra defensiva per part de Roma. Es tracta d'impedir la unió i projecció dels celtibers sobre les vores de la Meseta i la seva expansió fins a la Hispània Ulterior, la vall de l'Ebre i el Llevant ibèric.
Així, l'any 193 aC el cònsol Marc Fulvi Flac venç a una coalició de vacceus, vetons i celtibers (lusons) en les proximitats de Toletum (Toledo), capturant viu al cap de la coalició Hilern, les tropes disperses es refugien a la ciutat lusona de Contrebia Belaisca, que és presa pel cònsol i l'aixecament fou reprimit.
L'any de 180 aC, Tiberi Semproni Grac, procònsol de la Hispània Citerior, inicia les lluites per sotmetre als celtibers del nord de la Meseta, i va acudir des de la Bètica per alliberar del setge de 20.000 celtibers a la ciutat de Caraues (Magallón), aliada dels romans, amb un exèrcit de 8.000 infants i 5.000 genets. Va prendre Contrebia i pobles veïns, repartint les terres entre els indígenes i fundant Graccurris, (Alfaro), per instal·lar en ella les bandes de celtibers sense terres. Finalment, en el 179 aC derrota els celtibers en la batalla del Moncayo i acaba definitivament amb la rebel·lió, frenant radicalment l'expansió celtibera fora dels límits del seu territori.
Va signar pactes amb les tribus dels bel·les i els titii, aconseguint una certa pacificació i atracció de les elits indígenes cap a Roma. Per aquests pactes, els oppida celtibers haurien de pagar un tribut anual i donar servei militar en les legions romanes, a canvi podrien mantenir l'autonomia i es prohibia emmurallar noves ciutats. Aquests pactes serien invocats, en moltes ocasions, en els enfrontaments futurs.
Si bé el govern de Grac no diferia massa de la política que Escipió havia iniciat amb el domini romà a la península, en el seu govern es reflecteix un intent de consolidar i integrar les províncies hispanes a l'administració romana. L'actitud de Roma, agreujada pels problemes socials i la pobresa de molts sectors indígenes que els obligava a un bandolerisme endèmic sobre les riques terres del sud, aliades de Roma, va desembocar en nous períodes de lluita.

## Segona guerra celtibera, del foc o dels bel·les,titiii arevacs
L'excusa per al començament de la segona fase de la guerra (154-152 aC) ocorre en el 154 aC amb l'ampliació de la fortificació de Segeda, capital dels bel·les. El Senat romà ho va considerar com una infracció dels acords de Grac de 179 aC i una amenaça per als seus interessos a Hispània. Tanmateix, Polibi atribueix l'origen de la guerra al comportament dels governadors romans, que havien convertit l'administració romana en insuportable per als indígenes.
El senat romà va prohibir continuar la muralla i va exigir, a més, el tribut establert amb Grac. Els segedenses van argüir que la muralla era una ampliació i no una nova construcció i que se l'havia exonerat del pagament del tribut després de Graco.
Roma va enviar el cònsol Quint Fulvi Nobílior al comandament de 30.000 homes. En assabentar-se els habitants de Segeda, es van refugiar en Numància, oppidum de la tribu dels arevacs, on van elegir cap de les dues tribus, arevacs i bel·les, a Car de Segeda. Nobilior va marxar per la vall de l'Ebre cap a Segeda, on va destruir la ciutat, prengué Ocilis (Medinaceli) i va avançar per Almazán cap a Numància. Al camí, Car amb 20.000 soldats i 5.000 genets va aconseguir emboscar els romans quan passaven, causant-los 6.000 baixes, però en perseguir-los en desordre, la cavalleria romana va caure sobre ell, matant el mateix Car i salvant l'exèrcit. Després va arribar davant de Numància, on se li van unir tropes enviades per Masinisa, que incloïa deu elefants de guerra, però va sofrir una altra dura derrota en desbandar-se els esmentats animals. Després de diverses derrotes i de passar-se Ocilis, on mantenia les provisions i els diners, al bàndol dels celtibers, a Nobílior no li va quedar cap altre remei que recloure's al seu campament a passar l'hivern, on van morir molts soldats de fred i en escaramusses amb els indígenes.
L'any següent, va arribar com a successor en el comandament el cònsol Claudi Marcel amb 8.000 soldats i 500 genets, va assetjar a Ocilis a la que va saber atreure's i els va concedir el perdó. Davant de les condicions magnànimes de rendició, ostatges i cent talents de plata, Nertóbriga també va demanar la pau. Marcel els va posar la condició que tots els pobles, arévacs, bel·les i titii, la demanessin alhora, cosa que va aconseguir, però alguns pobles es van oposar perquè havien suportat les seves ràtzies durant la guerra. Marcel va decidir enviar ambaixadors de cada part perquè dirimissin les seves picabaralles i va recomanar al Senat l'aprovació dels tractats. El Senat va desestimar l'oferta de pau i va preparar un nou exèrcit al comandament del cònsol Licini Lucul·le, que tenia com a lloctinent a Publi Corneli Escipió Emilià.
Marcel va declarar de nou la guerra als celtibers, que van prendre l'oppidum de Nertóbriga, va perseguir als numantins acorralant-los a la ciutat. El cap dels numantins Litennón, va demanar la pau en nom de totes les tribus. Marcel va exigir ostatges i diners i va acceptar la pau abans de l'arribada de Lúculo.

## Tercera guerra celtibera o guerra de Numància
L'obcecació del Senat, que exigia la rendició sense condicions, així com la perfídia dels dirigents provincials romans, que violaven contínuament les condicions del pacte assolit amb el cònsol Claudi Marcel en el 152 aC i les victòries de Viriat en la guerra lusitana van forçar a la revolta les tribus dels celtibers, començant a la tercera guerra celtibera (143-133 aC).
Roma va enviar al cònsol Quint Cecili Metel Macedònic (143 aC, procònsol el 142 aC), vencedor del Fals Filipo, al comandament de 40.000 soldats, que comença la pacificació de la Celtibèria amb la presa de diverses ciutats, com Nertobriga, amb la qual havien estat firmats pactes d'amistat anteriorment. Va assetjar Numància, però no va poder ocupar-la, i davant dels atacs dels numantins va passar l'hivern al seu campament.
El successor de Metel en el 141 aC va ser el cònsol Quint Pompeu Aule, que va arribar amb un exèrcit de 30.000 soldats d'infanteria i 2.000 genets. Com que fou derrotat cada dia pels numantins, es va dirigir contra Termància en considerar que era una tasca més fàcil, on va ser de nou vençut amb greus pèrdues de soldats i vitualles. Temorós que fos cridat per retre comptes davant del Senat, va entaular negociacions de pau amb els numantins, arribant a un acord abans de l'arribada de successor el 139 aC, Marc Popil·li Laenes, que no va acceptar el pacte per no estar aprovat pel Senat i el poble romà. Popili va enviar ambaixadors a Roma perquè es querellessin allà amb Pompeu. El Senat va decidir continuar la guerra i no admetre el pacte firmat. Va atacar Numància sofrint grans pèrdues de vides al seu exèrcit i va continuar amb un atac als lusons, sense cap resultat positiu.
El cònsol de l'any 137 aC, Gai Hostili Mancí va arribar amb un exèrcit de 22.000 homes, de qüestor anava Tiberi Semproni Grac. Mancí va sostenir freqüents enfrontaments amb els numantins i en ser derrotat en nombroses ocasions i propagar-se el rumor que els càntabres i vacceus venien en ajuda de Numància, es va retirar del setge refugiant-se a l'antic campament de Nobilior, als voltants d'Almazán, província de Sòria. En veure's envoltat pels numantins, va capitular. Els numantins van exigir un tractat amb paritat de drets (foedus aequum) negociat per Tiberi, i encara que es reconeixien les conquestes anteriors de Roma, el Senat ho va considerar el tractat més vergonyós firmat mai i van enviar Emili Lèpid, cònsol d'Hispània Ulterior, cridant Mancino a judici a Roma, al que van seguir els ambaixadors de Numància. Lépido va atacar els vacceos amb l'excusa que havien ajudat els numantins. En assabentar-se el Senat, el van separar del comandament i el consolat. Mancí va ser obligat a lliurar-se personalment als numantins, va romandre un dia sencer davant de les portes, però no el van acceptar per no trencar el tractat firmat.
Encara que el pacte va ser desestimat, Roma va mantenir un armistici real durant tres anys. Entre el 137 i el 135 aC ni Emili Lèpid ni Luci Furi Fil ni Quint Calpurni Pisó van reprendre la guerra.
Però al 134 aC, a instàncies del poble romà i gràcies a un procediment jurídic extraordinari,
va obtenir de nou un comandament consular Publi Corneli Escipió Emilià Africà Menor, el destructor de Cartago, sense que haguessin transcorregut els deu anys d'interval que marcava la llei. Decidit a continuar la lluita i davant de la prohibició de noves lleves, va formar una cohort d'amics, cohors amicorum, d'uns 4.000 homes, entre el que es trobaven personalitats tan destacades com a Gai Mari, Polibi o Yugurta, net de Masinissa. A la seva arribada a la península Ibèrica va reorganitzar i va disciplinar les tropes que es trobaven a les províncies, tropes totalment desmoralitzades per les contínues derrotes davant dels enemics. Durant l'estiu, va saquejar les terres dels vacceus perquè no ajudessin els numantins, i a la primavera del 133 aC va iniciar el definitiu setge de Numància amb un exèrcit de prop de 60.000 homes. Va envoltar la ciutat amb set campaments, fosses i torres de vigilància i va tallar el Duero perquè els assetjats no poguessin rebre ajuda. Els intents d'eludir el cèrcol o les peticions d'ajuda a altres ciutats dels celtibers van ser infructuosos. Retògenes el carauni va sobrepassar el cèrcol, però només va rebre l'ajuda dels joves de la ciutat de Lutia. Assabentat Escipió a través dels ancians de la ciutat, va assetjar a Lutia i va tallar les mans a 400 joves. Davant de la precària situació, els numantins van enviar ambaixadors davant del general romà, al comandament d'Avars, per interessar-se per la forma d'arribar a un compromís, sense cap resultat. La ciutat arévaca va ser reduïda per gana i els supervivents o es van suïcidar o van ser reduïts a l'esclavitud, quedant deshabitada fins a començaments de l'Imperi. La seva destrucció va posar fi a les Guerres Celtiberes i encara que hi va haver altres rebel·lions el segle i aC (guerra de Sertori i guerra címbria), no van tornar mai, com a poble, a inquietar els romans.

## Conseqüències
La Celtibèria havia sofert anys de lluita contínua que van ocasionar el desplaçament i la reducció de les poblacions i la devastació generalitzada del territori, amb les consegüents seqüeles socials i econòmiques. Però també Roma va sofrir les conseqüències de l'enfrontament tan durador. Les llacunes del sistema polític-legislatiu republicà van quedar en evidència, la dilatada durada de la guerra va ser fruit del rígid mecanisme jurídic romà i de les rivalitats internes de les diferents faccions senatorials. La lleva contínua de camperols itàlics, base de l'exèrcit romà republicà, per a les diferents campanyes va incrementar les tensions socials que van tenir el seu apogeu poc després, en l'època dels Gracs. L'allistament per Escipió de clients i amics va servir de precedent a altres de posteriors i va esbossar uns mètodes de tall principesc que, el segle següent, acabarien amb el règim republicà a Roma.